# 1969년 전미 비평가 협회상
제4회 전미 비평가 협회상은 1969년 최고의 영화를 기리기 위해 1970년 1월에 열린 시상식이다. 뉴욕 알곤귄 호텔에서 개최되었다.

## 수상 및 후보

### 작품상
- 제트 수상

### 감독상
- 훔친 키스 - 프랑수아 트뤼포 수상

### 여우주연상
- 맨발의 이사도라 - 바네사 레드그레이브 수상

### 남우주연상
- 미드나잇 카우보이 - 존 보이트 수상

### 여우조연상
- 굿바이 미스터 칩 - 시안 필립스 수상

### 남우조연상
- 이지 라이더 - 잭 니콜슨 수상

### 각본상
- 파트너 체인지 - 폴 마줄스키 수상

### 촬영상
- 와일드 번치 - 루시엔 발라드 수상

### 특별상
- 이지 라이더 - 데니스 호퍼 수상
- 인티메이트 라이팅 - 이반 패저 수상